# Paulo Henrique Carneiro Filho
Paulo Henrique Carneiro Filho (João Pessoa, 13 maart 1989) is een Braziliaanse betaald voetballer die bij voorkeur in de aanval speelt. Hij verruilde in juli 2017 Shanghai Greenland voor Akhisar Belediyespor.

## Carrière
Heerenveen scoutte Henrique tijdens het internationaal jeugdtoernooi van Terborg en haalde hem naar Nederland. Hij won in 2009 de KNVB beker met de club. Omdat hij bij Heerenveen minder speeltijd kreeg dan hij zelf wenste, verzocht hij de club terug te mogen keren naar Brazilië om daar opnieuw te beginnen. Daarop liet Heerenveen hem in april 2010 gaan. Henrique vond onderdak bij Desportivo Brasil dat eigendom is van spelersmakelaar Traffic. Via die club werd hij eerst aan SE Palmeiras verhuurd en vanaf de zomer van 2010 tot eind 2011 aan het Belgische KVC Westerlo. Vanaf seizoen 2011/2012 tot 2013/2014 speelt Henrique bij het Turkse Trabzonspor om daarna te vertrekken naar Shanghai Greenland in China. Hij werd driemaal verhuurd en keerde medio 2017 terug in Turkije bij Akhisar Belediyespor.

## Clubstatistieken
| seizoen | club                   | land      | competitie              | wed. | goals |
| ------- | ---------------------- | --------- | ----------------------- | ---- | ----- |
| 2006/07 | Atletico Mineiro       | Brazilië  | Campeonato Brasileiro   | 13   | 3     |
| 2007/08 | sc Heerenveen          | Nederland | Eredivisie              | 13   | 3     |
| 2008/09 | sc Heerenveen          | Nederland | Eredivisie              | 26   | 10    |
| 2009/10 | sc Heerenveen          | Nederland | Eredivisie              | 11   | 4     |
| 2009/10 | → SE Palmeiras         | Brazilië  | Série A                 | 7    | 0     |
| 2010/11 | → KVC Westerlo         | België    | Jupiler League          | 24   | 9     |
| 2010/11 | → KVC Westerlo         | België    | Play-Off II A           | 7    | 9     |
| 2011/12 | Trabzonspor            | Turkije   | Süper Lig               | 32   | 2     |
| 2012/13 | Trabzonspor            | Turkije   | Süper Lig               | 20   | 4     |
| 2013/14 | Trabzonspor            | Turkije   | Süper Lig               | 32   | 13    |
| 2014    | Shanghai Greenland     | China     | Super League            | 13   | 6     |
| 2015    | Shanghai Greenland     | China     | Super League            | 11   | 6     |
| 2015    | → Liaoning FC          | China     | Super League            | 5    | 1     |
| 2016/17 | → GD Estoril-Praia     | Portugal  | Primeira Liga           | 2    | 0     |
| 2016/17 | → Sport Club do Recife | Brazilië  | Campeonato Pernambucano | 2    | 0     |
| 2017/18 | Shanghai Shenhua FC    | China     | Super League            | 0    | 0     |
| 2017/18 | Akhisar Belediyespor   | Turkije   | Süper Lig               | 23   | 6     |
| Totaal  | Totaal                 | Totaal    | Totaal                  | 241  | 76    |

## Erelijst
| KNVB beker | 1x | 2008/09 |